# 14 Wall Street
Il 14 Wall Street, chiamato originariamente Bankers Trust Company Building, è un grattacielo al situato a Wall Street all'angolo di Nassau Street, nel quartiere finanziario di Manhattan a New York.

## Storia
È stato costruito tra il 1910 e il 1912 ed è stato progettato dallo studio Trowbridge & Livingston seguendo lo stile architettonico neoclassico per poter ospitare inizialmente il quartier generale della Bankers Trust. 
Negli anni 1931-33 il grattacielo subì un leggero restauro da parte dello studio Shreve, Lamb & Harmon, con l'aggiunta di alcuni elementi e dettagli in stile Art Deco. La Bankers Trust vendette l'edificio nel 1937.
L'edificio fu inserito il 14 gennaio 1997 nella lista New York City Landmarks redatta dalla Commissione per la conservazione dei monumenti storici di New York.